# Мыркай
Мыркай — озеро в Красноармейском районе Челябинской области России.

## География
Озеро Мыркай расположено в Красноармейском районе Челябинской области Российской Федерации. Вблизи озера находятся деревни Шумово и Шибаново.
Озеро имеет форму овала растянутого в длину на 3,5 км и в ширину 2,5 км. Площадь поверхности — 11,1 км². Наибольшая глубина 5 м. Берега равнинные; дно песчаное с галькой, в некоторых местах илистое.

## Название
Предполагается, что название озера Мыркай происходит от тюркского мужского имени Мыркай, Миркай, распространенного в татарском и башкирском языках.

## Растительный и животный мир
Озеро часто мелело и сильно заросло тростником, по берегам озера растёт много черемухи.
В озере обитают карась, карп, окунь и ротан.
Среди птиц преобладают чайки; встречаются кулики, гуси, утки, лебеди, выпи, журавли, лысуха, чирок-свистунок, чирок-трескунок, шилохвость, кряква.